# 皮繩愉虐邦
皮繩愉虐邦是臺灣第一個公開的BDSM社團，成立於2004年，希望召喚出「皮繩愉虐」成為身分與認同，建立主體自覺，認識到彼此是休戚相關、利益與共的族群。2004年開始固定有隊伍參與臺北同志遊行，代表BDSM族群發聲，成員並積極參與各大專院校性別社團的講座，推廣多元性別與BDSM的「安全、理智、知情同意」概念。
2011年，皮繩愉虐邦劇團經臺北市政府文化局核准正式成立；該團為一個以BDSM為主題的專業表演藝術團體，並以臺灣在地文化素材創造其特有的本土愉虐演出形式。同一年，該團於第四屆臺北藝穗節演出小劇場作品《你就是SM片最佳男女主角!》。

## 命名
「皮繩愉虐」四個字是「BDSM」的中文轉譯，
「皮繩愉虐邦」是一個可見的、運動的、發聲的BDSM社團。對於BDSM的愛好者與實踐者，提供經驗交流，資訊、技術、法律、醫藥等相關諮詢服務，也舉辦實體活動讓愉虐份子們可以互相認識。

## 行動與重要事件
- 2004年7月 正式成立。

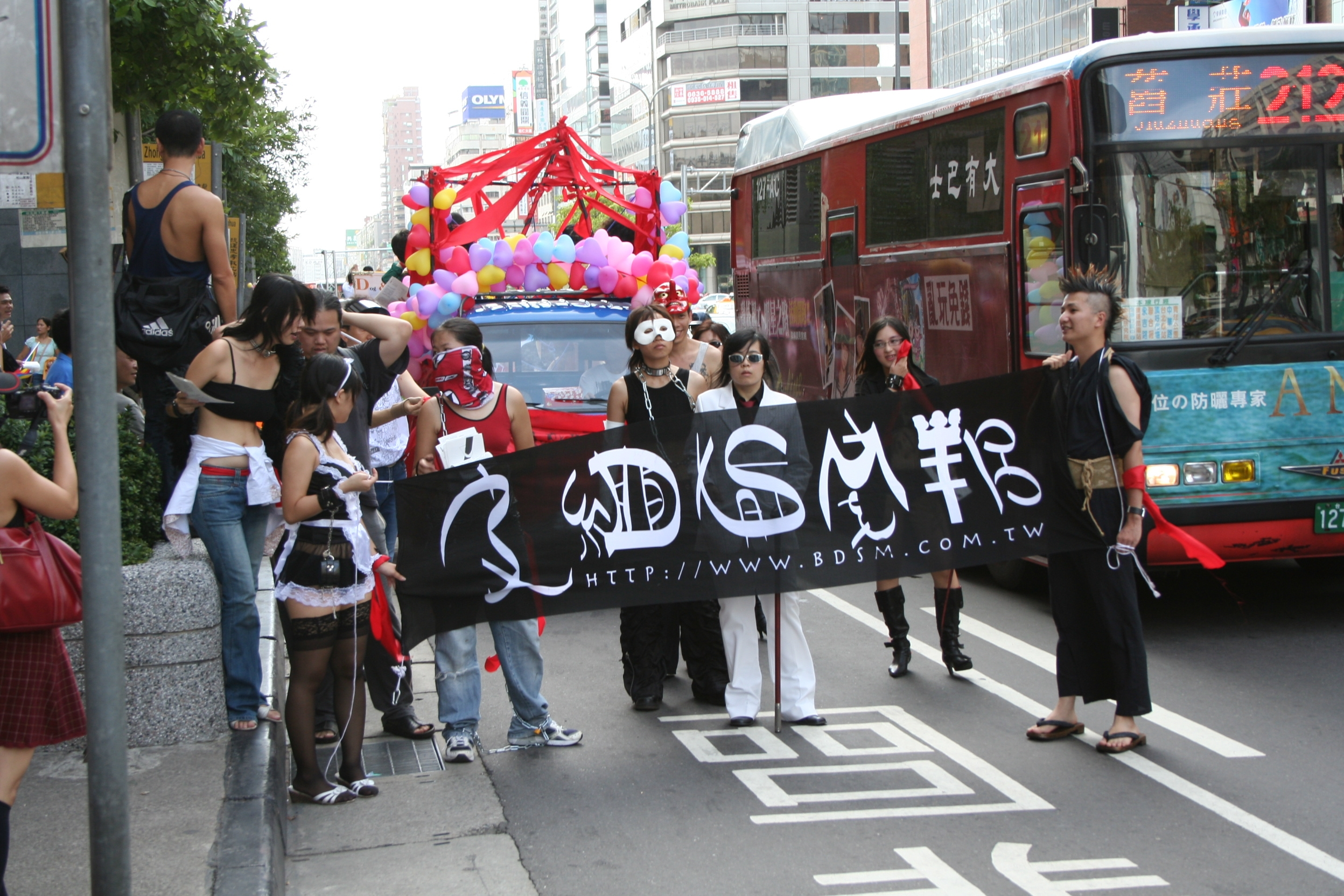
皮繩愉虐邦參加2005年臺灣同志遊行的照片。

- 2004年11月6日 加入第二屆臺灣同志遊行策劃，並開始每年固定有隊伍參與遊行。
- 2005年4月22~23日 舉辦「夜色繩艷」，邀請日本繩師明智神凪來臺，與臨界點生活劇場合作，在白水藝文空間舉辦臺灣首次公開SM繩縛表演。
- 2006年1月23日 出版同名書籍《皮繩愉虐邦》，性林文化，淫妲三代、端爺、洪凌著。(2006.2.3) ISBN 9867089022。
- 2006年12月1~3日 第二次夜色繩艷「千秋舞綻·魔宴狂美」，邀請日本繩師狩野千秋、與Mira狂美來臺，並首次有臺灣表演者舞真夜女王上臺一同演出，與臨界點生活劇場合作，向臺北市政府文化局申請經費，在華山1914文化創意產業園區進行表演，主張色情是必要的[6]。
- 2008年11月22~2009年1月18日 臺北當代藝術館「小．碎．花．不～亂變新世代」調教工作坊小組，邀民眾領略SM文化。
- 2009年8月 舉辦臺北愉虐節，一系列表演、讀書會、體驗講座，教正確SM。
- 2010年4月30日 成員阿聰網路連載小說《軍犬》出版，基本書坊，阿聰著。(2010.4.30) ISBN 9789866474132
- 2010年 成員宋佳倫參與第11屆臺北市議員選舉。
- 2011年1月 起每月第二個週六固定聚會「皮繩脫殼日 BDSM Talk Day」
- 2011年4月 「皮繩愉虐邦劇團」經臺北市政府文化局核可立案。
- 2011年6月9~12日 參與Comedy Club彩虹喜劇節，表演「緊縛繩宴」，遭壹週刊記者偷拍[7]。
- 2011年8月28日、9月9~10日 參與第四屆臺北藝穗節，表演「你就是SM片最佳男女主角!」、「緊縛調教室」。
- 2012年5月26~27日 夜色繩艷再起「2012夜色繩艷－風.見.蘭.喜 （页面存档备份，存于）」邀請日本知名極惡繩師風見蘭喜與皮繩愉虐邦劇團本土班底攜手合作，在臺北舉辦為期兩天、令人目不暇給的BDSM週末祭典。
- 2012年8月23日~26日 AAE 2012 亞洲(臺灣)成人博覽參展與舞臺演出。
- 2012年9月9日 參與第五屆臺北藝穗節，表演「2012夜色繩艷－繩之音」，邀請日本百變造型新一代繩師–音繩夫婦，與皮繩愉虐邦劇團聯袂演出，得到「藝穗亮心心」佳作獎肯定！
- 2013年9月6日 成員小林繩霧出版《繩縛本事》，基本書坊，小林繩霧著。(2013.9.6) ISBN 9789866474453

## 註解
1. ↑  黃詠梅. . 東海大學社會學研究所碩士論文 (臺中市: 東海大學). 2008 （中文（臺灣））.
2. ↑  . 皮繩愉虐邦. 2011-08-28  [2017-01-11]. （原始内容存档于2017-01-13） （中文（臺灣））.
3. ↑  . 211.72.204.97.   [2017-01-11]. （原始内容存档于2017-01-11）.
4. ↑  BDSM Company, , 2011-07-20  [2017-01-11]
5. ↑  (ringfan), 蔣卓羲(家驊). . 隨意窩 Xuite日誌.   [2017-01-11]. （原始内容存档于2017-02-16）.
6. ↑  色情是必要的 （页面存档备份，存于） 苦勞網 2006年11月28日
7. ↑  .   [2020-12-11]. （原始内容存档于2020-07-19） （中文（臺灣））.

## 媒體報導
- Theater: Get the kinks out （页面存档备份，存于），TAIPEI TIMES，2011年8月26日
- SM不只是變態！皮繩愉虐邦幻想有理　帶種實踐 （页面存档备份，存于），Dan 吳昱玟，2011年8月18日
- 臺大生SM初體驗　探討多元情慾 （页面存档备份，存于），Uonline大學線上，第1497期 大學報04/29~05/06 > > 生活
- 主縛奴／奴俘主－專訪臺灣BDSM三繩師，破報，2010年5月13日
- 女王SM 綁奴愉虐，蘋果日報，2009年8月2日
- 臺北8月「愉虐節」 教正確SM （页面存档备份，存于），自由時報，2009年8月1日
- 華山特區 上演SM繩縛秀 （页面存档备份，存于），自由時報，2006年11月18日

## 外部連結
- 皮繩愉虐邦［官方網站］ （页面存档备份，存于）（中文）（英文）（日語）
- 皮繩愉虐邦Facebook粉絲專頁 （页面存档备份，存于）
- 皮繩愉虐大百科 （页面存档备份，存于）